# Steve Austin
Steve Austin (* 18. Dezember 1964 in Austin, Texas als Steven James Anderson) ist ein ehemaliger US-amerikanischer Wrestler, und Footballspieler sowie Schauspieler.
Nach Engagements für World Championship Wrestling (WCW) und Extreme Championship Wrestling (ECW) stand er ab 1995 bei World Wrestling Federation (WWF, heute WWE) unter Vertrag. Er wurde zu einem der erfolgreichsten und populärsten Akteure der Attitude-Ära, die für den Sieg der WWF im Quotenkrieg gegen die WCW sorgte. Er ist sechsfacher WWE Champion und gewann als einziger Wrestler drei Mal den Royal Rumble (1997, 1998, 2001). 2009 wurde er in die WWE Hall of Fame aufgenommen. Als Schauspieler wirkte er in einigen bekannten Film- und Fernsehproduktionen mit. Mehrfach wurde Austin Gewalt gegen Frauen vorgeworfen, 2002 wurde er wegen häuslicher Gewalt zu einer Bewährungsstrafe verurteilt.

## Leben

### Kindheit und Jugend
Steven James Anderson wuchs bei seinen Adoptiveltern in Jackson County (Texas) in der Kleinstadt Edna auf. Von ihnen übernahm er zeitweise den Familiennamen Williams. In der Highschool war er Mitglied der National Honor Society und erhielt später ein Stipendium im Bereich Football für die Universität von Austin.
1987 brach er das College schließlich ab und begann bei einem Verladedock in der Nähe des Houstoner Hafens zu arbeiten.

### Privates
Austin hat viermal geheiratet und ist dreifacher Vater. Seine erste Frau war Kathryn Burrhus, von der er sich im August 1992 nach fast zwei Jahren Ehe scheiden ließ, um seine Ringbegleiterin Jeannie Clark („Lady Blossom“) im Dezember desselben Jahres heiraten zu können. Im Jahr 2000 heiratete er die ebenfalls aus dem Wrestlinggeschäft bekannte Debra McMichael, die Ex-Frau des Footballers und Wrestlers Steve McMichael. Die Trennung erfolgte 2003 und entwickelte sich zu einer „Schlammschlacht“ auf Grund angeblicher Brutalität Austins. Debra warf ihrem Ex-Mann den Missbrauch von Anabolika vor. Auch seine nächste Beziehung mit Tess Broussard endete unglücklich. Seit 2009 ist er erneut verheiratet.
Da Austin selbst ein Adoptivkind ist und seine leiblichen Eltern nie kennengelernt hat, macht er sich für Kinder stark, die auf fremde Hilfe angewiesen oder schwer erkrankt sind. Sein Adoptivvater, Ken Williams, unterstützt ihn dabei. Im Dezember 2007 nahm er seinen Ringnamen Steve Austin als bürgerlichen Namen an. Austins größte private Leidenschaft ist die Rotwildjagd, für die er sich teilweise tagelang in die Wildnis zurückzieht.

## Wrestling-Karriere

### Anfänge
Austin begann 1989 seine Karriere. Es folgten Auftritte bei der United States Wrestling Association und der World Class Wrestling Association.

### World Championship Wrestling (1991–1995)
1991 wechselte Austin zu World Championship Wrestling (WCW). Da es bereits einen Wrestler namens Steve Williams aka Dr. Death gab, änderte er seinen Namen in den seiner Heimatstadt, Austin. Als „Stunning“ Steve Austin gewann er am 3. Juni 1991 seinen ersten Titel, die WCW World Television Championship. Den Titel hielt er 329 Tage und gab ihm am 27. April 1992 an Barry Windham ab. Am 23. Mai 1992 konnte Austin den Titel jedoch wieder gewinnen.
1992 bildete Austin mit Flyin’ Brian das Tag Team Hollywood Blondes. Mit diesem gewann er 1993 zwei Mal die NWA World Tag Team Championship. Außerdem fehdete Austin mit Flyin’ Brian, Barry Windham und Lord Steven Regal gegen Ric Flair, Arn Anderson und Paul Roma. Mitte 1995 wurde Austin von der WCW entlassen. Der damalige Vize-Präsident der WCW, Eric Bischoff, bezeichnete Austin als „nicht vermarktungsfähig“.

### Extreme Championship Wrestling (1995)
Nach seiner Entlassung verschlug es Austin durch seinen ehemaligen WCW-Manager Paul Heyman (der nun einer der Geschäftsführer war) zu Extreme Championship Wrestling (ECW). Er wurde von der ECW direkt nach dem Auslaufen des WCW-Vertrages angerufen und unterschrieb etwas später einen kurzfristigen Vertrag bis zum Jahresende. Nach Vertragsablauf sollte über eine längerfristige Verpflichtung entschieden werden. Anfänglich nannte er sich Extreme Superstar Steve Austin und begann eine Fehde mit The Sandman. In dieser kurzen ECW-Zeit wurde sein Alter Ego des „Extreme Superstars“ zu „Stone Cold“ weiterentwickelt. Vom Sandman übernahm Austin auch das Biertrinken im Ring und der Halle, das später in der WWF typisch für ihn wurde.
Austin teilte immer wieder öffentliche Seitenhiebe gegen die WCW und ihre Führungsetage aus. Einen besonderen Groll hegte er gegen Bischoff, den er auch mehrfach persönlich erwähnte. Trotz seines nur kurzen Engagements gehörte Austin zu den Top-Superstars der ECW. Bei der ECW Großveranstaltung November to Remember 1995 verlor er das Match um den Titel gegen den Sandman und Mikey Whipwreck. Ein wenig später verließ er diese Liga in Richtung WWF.

### World Wrestling Federation/Entertainment (seit 1995)

#### The Million Dollar Corporation und Austin 3:16 (1995–1997)
Nach Ablauf des Vertrages mit der ECW ging Austin Ende 1995 zur World Wrestling Federation (WWF). Dort trat er zuerst unter dem Namen „The Ringmaster“ auf und wurde von Ted DiBiase gemanagt.
Ab dem Frühjahr 1996 trat er wieder als Steve Austin auf. Im Juni 1996 gewann er das King of the Ring Turnier. Im Finale besiegte er Jake „The Snake“ Roberts.

„You sit there and you thump your Bible, and you say your prayers … and it didn’t get you anywhere! Talk about your Psalms, talk about John 3:16 … Austin 3:16 says I just whipped your ass!“

„Du sitzt da und pochst auf die Bibel, du sagst deine Gebete auf … und es hat dich nicht weitergebracht! Sprich über Psalmen, sprich über Johannes 3:16 … Austin 3:16 sagt: Ich habe dir den Arsch aufgerissen!“

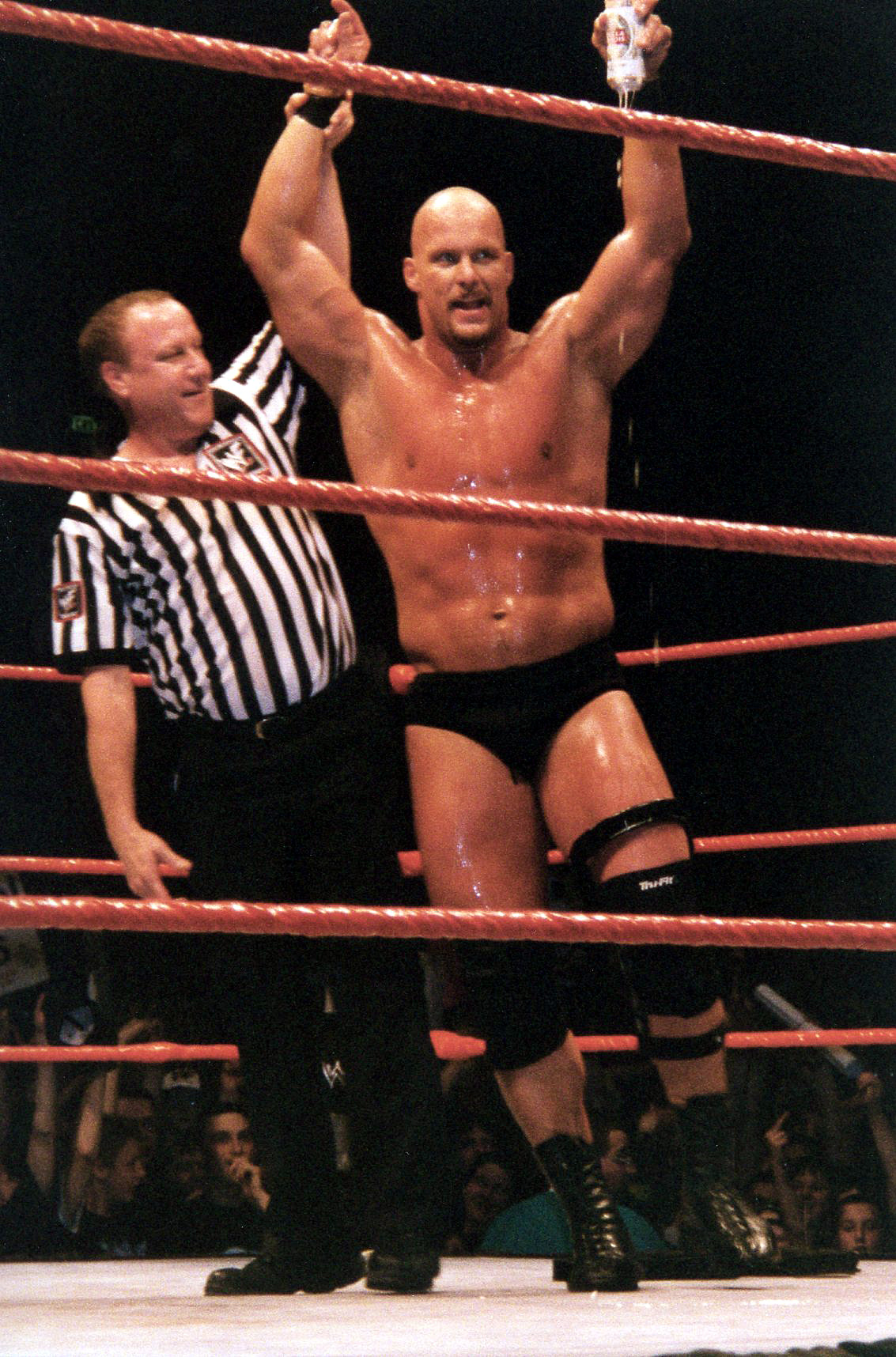
Austin feiert nach einem Sieg (1999)

Im Herbst 1996 kehrte Bret „The Hitman“ Hart nach einer längeren Auszeit in die WWF zurück. Bald darauf kam es zu einer Fehde zwischen Austin und Hart sowie dessen Stable Hart Foundation (bestehend aus Bret Hart, Owen Hart, Jim Neidhart, The British Bulldog und Brian Pillman). Während der Fehde gewann Austin am 19. Januar 1997 das Royal Rumble, wobei er Bret Hart als Letzten eliminierte. Dies führte zu einem Match zwischen Austin und Hart bei WrestleMania 13, welches Hart gewann. Die Fehde endete am 3. August 1997 beim Summer Slam, als Austin Owen Hart besiegte und die WWF Intercontinental Championship gewann.

#### Fehde gegen Vince McMahon  (1998–1999)
Ende 1997 folgte eine kurze Fehde gegen The Rock. Als Ende 1997 Bret Hart die Liga verließ, erfolgte der große Push für Steve Austin. So fehdete er Anfang 1998 gegen Shawn Michaels und Triple H. Am 29. März 1998, bei WrestleMania XIV besiegte Austin Michaels und gewann die WWF World Heavyweight Championship. Am 28. Juni 1998 gab er den Titel an Kane ab. Einen Tag später konnte Austin Kane besiegen und den Titel wieder gewinnen.
Ende 1998 begann Austin gegen The Rock erneut eine Fehde. Im Verlauf der Fehde konnte Austin die WWF World Heavyweight Championship zum dritten Mal gewinnen.
1998 begann außerdem eine Fehde Austins mit Vince McMahon. McMahon fehdete gemeinsam mit Pat Patterson, Gerald Brisco, Sgt. Slaughter, Dude Love/Mankind, Paul Wight, The Rock, Shane McMahon, Kane und The Undertaker gegen Austin. Im Juli 1999 konnte Austin die Fehde für sich entscheiden. Diese Fehde ist bis heute die erfolgreichste Fehde der WWF/WWE. Sie gilt, neben der Formierung der D-Generation X, als Grundlage der Attitude-Ära. Ende des Jahres 1999 verletzte Austin sich und kehrte erst im Oktober 2000 zurück.

#### The Two-Man Power Trip und Rücktritt (1999–2003)

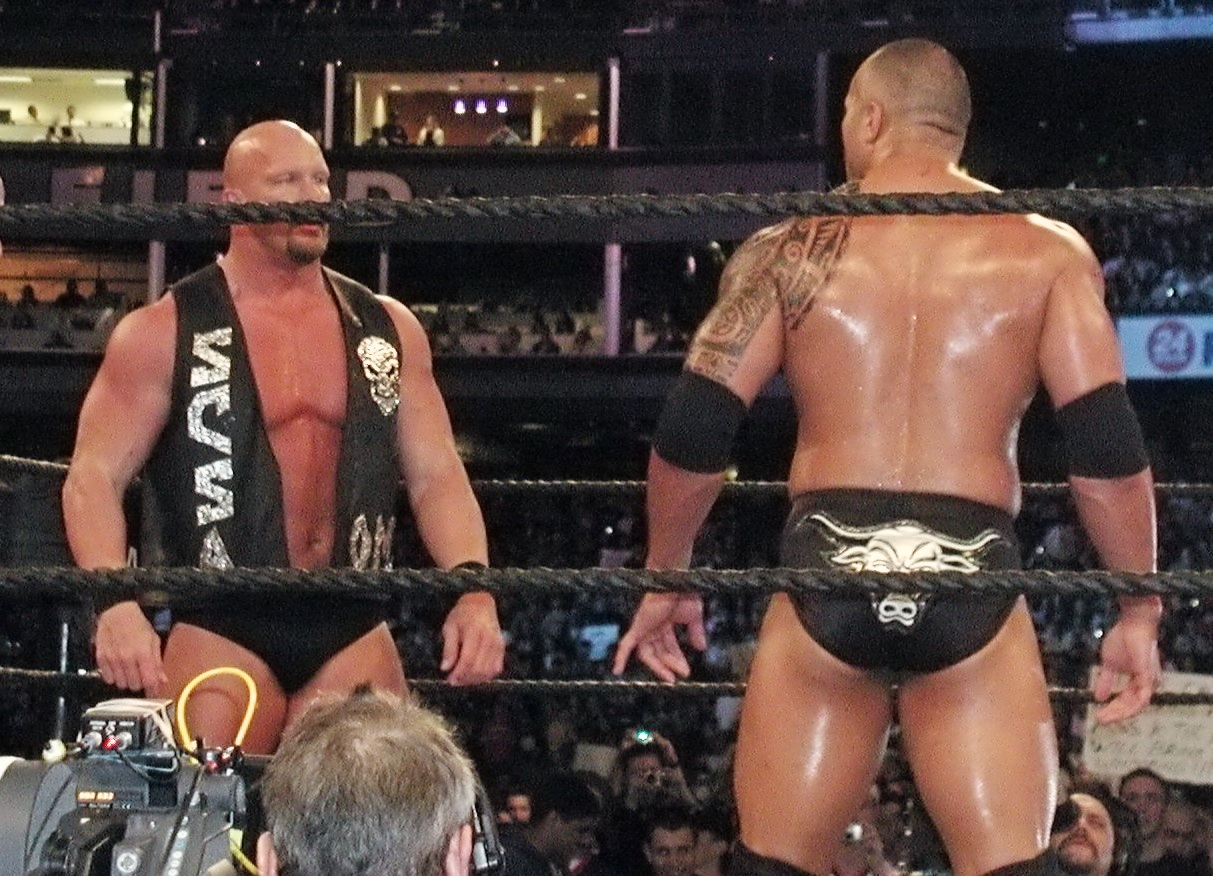
Austin in seinem letzten Match gegen The Rock bei Wrestlemania XIX

2001 begann Austin eine Fehde mit Triple H. Am 25. Februar 2001, bei No Way Out, besiegte Triple H Austin in einem Three Stages of Hell-Match und konnte die Fehde gewinnen.
2001 bildeten Austin und Triple H das Tag Team Two Man Power-Trip. Mit diesem fehdete Austin gegen The Brothers of Destruction (The Undertaker & Kane). Am 29. April 2001 besiegten Austin und Triple H die Brothers of Destruction und gewannen so die WWF World Tag Team Championship. Den Titel gaben sie an Chris Benoit und Chris Jericho ab. Im Sommer 2002 verließ Austin die WWE.
Jedoch kehrte er im Frühjahr 2003 zurück. Anschließend bestritt er eine Fehde gegen The Rock, welche Austin verlor. The Rock gewann ein Match zwischen den beiden bei WrestleMania XIX. Dieses Match sollte auch das letzte Steve Austins sein. Nach WrestleMania beendete Austin seine aktive Karriere.

#### Vereinzelte Auftritte und Aufnahme in die Hall of Fame (seit 2004)
Seit seinem Karriereende tritt Austin gelegentlich bei verschiedenen Veranstaltungen der WWE auf. Jedoch bestritt er kein Match mehr.
Ab dem 28. April 2003, bis zum 16. November 2003, war Austin Co-General Manager von RAW. Im Frühjahr 2004 war Austin in die Fehde von Goldberg und Brock Lesnar involviert. Jedoch trat er nur als Gastringrichter in Erscheinung.
Beim Christmas Special im Irak 2004 trat Austin ebenfalls auf. Des Weiteren trat er im Sommer 2005 beim WWE Pay-per-View ECW One Night Stand, im März 2006 beim WWE Saturday Night’s Main Event, 2007 beim SummerSlam und 2007 und 2008 beim Cyber Sunday auf.

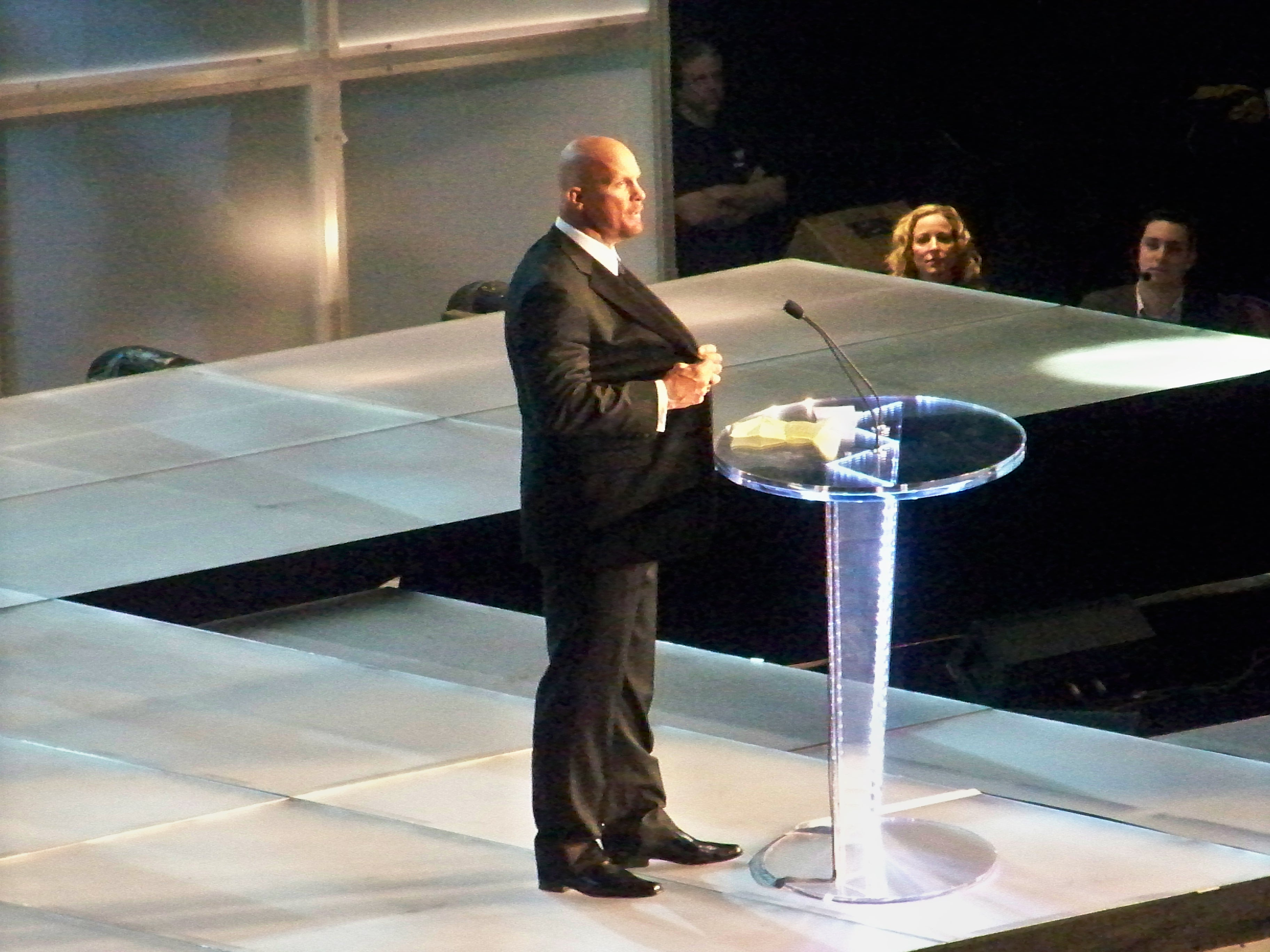
Austin bei der Einführung in die Hall of Fame

2007 war Austin in eine Fehde zwischen Vince McMahon und Donald Trump involviert. Am 4. April 2009 wurde Steve Austin in die WWE Hall of Fame eingeführt, einen Tag vor WrestleMania 25. Bei der Raw Ausgabe vom 15. März 2010 trat er als Guest Host auf.
Bei WrestleMania 27 am 3. April 2011 in Atlanta trat Austin als Gastringrichter im Match von Jerry Lawler gegen Michael Cole auf. Von April bis Juni 2011 fungierte Austin als Moderator der 5. Staffel von WWE Tough Enough.
Seit April 2013 betreibt Austin einen Wrestling-Podcast. Bei der Jubiläums-Wrestlemania 30 (4. April 2014) hatte er einen Gastauftritt neben Hulk Hogan und The Rock.
Bei Wrestlemania 32 in Arlington, Texas erschien er zusammen mit Mick Foley und Shawn Michaels um The League of Nations (Sheamus, Alberto Del Rio, Rusev und Wade Barett) zu beweisen, dass es ein 3-er Team gibt, das ihnen das Wasser reichen kann. Unter anderem stunnt er Xavier Woods, nach Aufforderung von The New Day (Kofi Kingston, Big E und Xavier Woods) mit ihnen zu tanzen. Am 22. Januar 2018 kehrt Austin für die 25-jährige RAW-Ausgabe zurück. Am 2. April 2022 bestritt er bei WrestleMania 38 ein No-Holds-Barred-Match gegen Kevin Owens, dieses gewann er.
2025 wurde er erneut in die Hall of Fame eingeführt und zwar gemeinsam mit Bret Hart und ihrem gemeinsamen Match bei WrestleMania 13. 

## Außerhalb des Wrestlings
Auch in Film und Fernsehen ist Austin vielfach vertreten. In MTVs Knetfiguren-Animationsserie Celebrity Deathmatch leiht er seinem dortigen Alter Ego regelmäßig seine Stimme. Eine ebenfalls wiederkehrende Rolle hatte er als Polizist Jake Cage in der Krimiserie Nash Bridges mit Don Johnson. Im Kino war Austin in der Actionkomödie Spiel ohne Regeln (The Longest Yard) an der Seite von Adam Sandler als Gefängniswärter zu sehen. 2007 wurde der von der WWE  produzierte Actionthriller Die Todeskandidaten (The Condemned) mit ihm in der Hauptrolle gedreht. 
Ab März 2009 drehte er den Film The Expendables, in dem er an der Seite von Schauspielern wie Sylvester Stallone, Jason Statham und Dolph Lundgren agierte. Des Weiteren drehte Austin 2009 den Film Damage, in dem er auch die Hauptrolle übernahm. 2010 erschienen die Filme The Stranger (Juni) und Hunt To Kill (November) mit Austin in der Hauptrolle. Als Hauptdarsteller war Austin 2011 in dem Film Tactical Force mit Michael Jai White zu sehen. 2012 folgte der Kinofilm und Actionthriller Recoil mit ihm in der Hauptrolle. 2013 übernahm er eine Rolle in der Komödie Kindsköpfe 2.

### Verurteilung wegen häuslicher Gewalt
Zwei Ex-Partnerinnen warfen Austin häusliche Gewalt vor: Tess Broussard und Debra Marshall. In diesem Fall kam es 2002 zu einer Verurteilung, Austin wurde zu einer einjährigen Bewährungsstrafe verurteilt. Marshall war in der WWE als Austins Managerin aktiv und warf der WWE in einem Interview mit dem TV-Sender Fox vor, von mehreren Gewaltakten Austins gegen sie gewusst zu haben. Die Liga hätte die Fälle aktiv vertuscht, um Austin zu schützen, etwa durch Überschminken der Schlagspuren bei ihren Auftritten. Marshall sprach von Alkohol- und Steroidenmissbrauch durch Austin, das zu seinen Gewaltausbrüchen beigetragen haben soll.

## Titel und Auszeichnungen

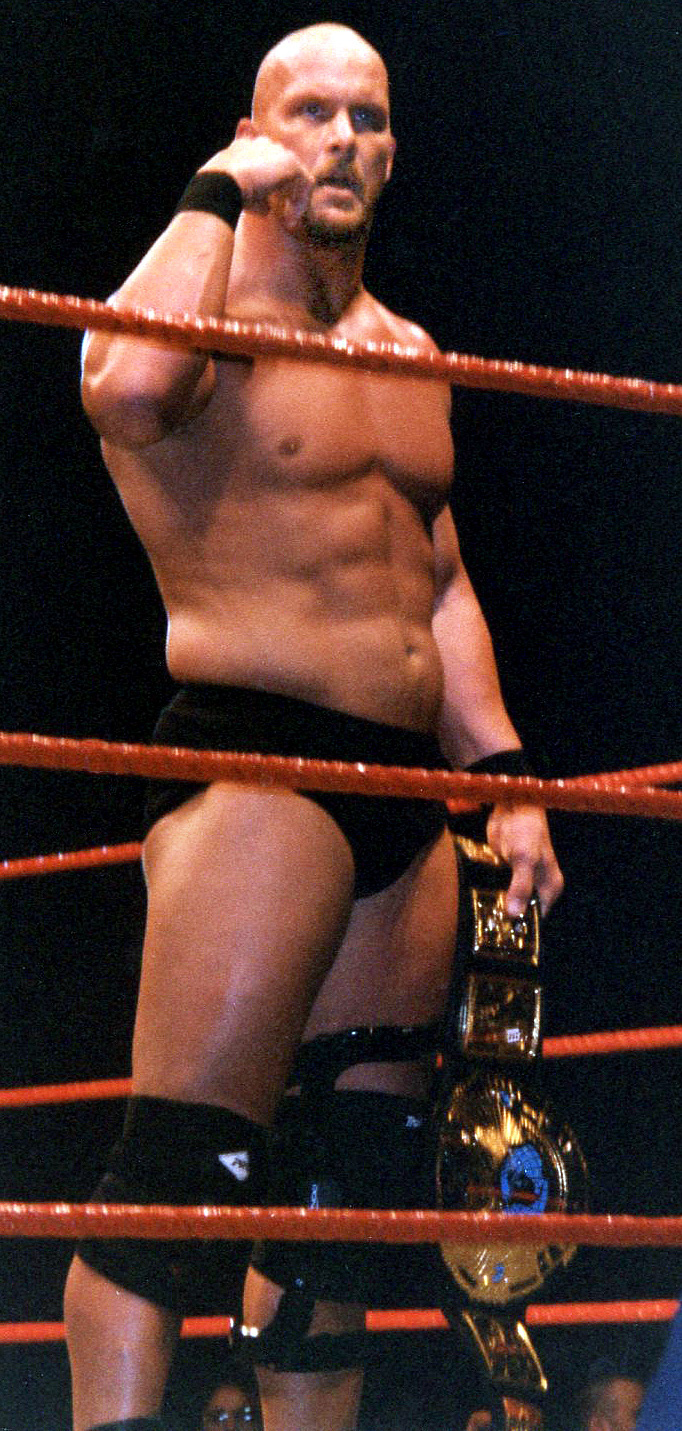
WWF Champion Steve Austin, 1999

### Titel
- World Championship Wrestling
  - 1× NWA World Tag Team Champion mit Brian Pillman
  - 2× WCW United States Champion
  - 1× WCW World Tag Team Champion mit Brian Pillman
  - 2× WCW World Television Champion

- World Wrestling Federation
  - 1× Million Dollar Champion
  - 6× WWF Champion
  - 2× WWF Intercontinental Champion
  - 4× WWF Tag Team Champion jeweils 1× mit Shawn Michaels, Dude Love, The Undertaker und Triple H

### Auszeichnungen
- Pro Wrestling Illustrated
  - 1998, 1999: Platz 1 der Top 500 Wrestler im PWI 500

- World Wrestling Federation/Entertainment
  - 1996: King of the Ring
  - 1997, 1998, 2001: 3× Royal Rumble  Sieger (Rekordhalter)
  - 2009: Aufnahme in die Hall of Fame
  - 2025: Aufnahme in die Hall of Fame als Immortal Moment gegen Bret Hart bei WrestleMania 13

## Filmografie (Auswahl)
- 1999–2000: Nash Bridges
- 2005: Spiel ohne Regeln (The Longest Yard)
- 2007: Die Todeskandidaten (The Condemned)
- 2009: Damage
- 2010: The Stranger
- 2010: The Expendables
- 2010: Hunt to Kill
- 2010: Chuck
- 2011: Knockout – Born to Fight (Knockout)
- 2011: Tactical Force
- 2011: Recoil
- 2012: Maximum Conviction
- 2013: The Package – Killer Games (The Package)
- 2013: Kindsköpfe 2 (Grown Ups 2)
- 2015: Smosh – The Movie
- 2015: Chain of Command (Echo Effect)
- 2015: The Resurrection of Jake the Snake Roberts (Dokumentarfilm)